# Brateș (gmina)
Brateș – gmina w Rumunii, w okręgu Covasna. Obejmuje miejscowości Brateș, Pachia i Telechia. W 2011 roku liczyła 1531 mieszkańców.